# Classless Inter-Domain Routing
Classless Inter-Domain Routing (CIDR /ˈsaɪdər, ˈsɪ-/) là một phương pháp phân bổ các địa chỉ IP và định tuyến IP. lực lượng đặc nhiệm kỹ thuật Internet đã giới thiệu CIDR vào năm 1993 để thay thế kiến trúc địa chỉ trước đây của thiết kế mạng đầy đủ trong Internet. Mục tiêu của nó là làm chậm sự tăng trưởng của bảng định tuyến trên bộ định tuyến trên Internet và để giúp làm chậm sự nhanh chóng sự cạn kiệt địa chỉ IPv4 nhanh chóng.
Địa chỉ IP được mô tả là bao gồm hai nhóm bit trong địa chỉ: các bit quan trọng nhất là tiền tố mạng, xác định toàn bộ mạng hoặc mạng con và tập hợp ít quan trọng nhất tạo thành định danh máy chủ, chỉ định giao diện cụ thể của máy chủ lưu trữ trên mạng đó Bộ phận này được sử dụng làm cơ sở định tuyến lưu lượng giữa các mạng IP và cho các chính sách phân bổ địa chỉ.
Trong khi thiết kế mạng đầy đủ cho IPv4 có kích thước tiền tố mạng là một hoặc nhiều nhóm 8 bit, dẫn đến các khối địa chỉ Lớp A, B hoặc C, Định tuyến liên miền không phân bổ phân bổ không gian địa chỉ cho nhà cung cấp dịch vụ Internet và người dùng cuối trên bất kỳ ranh giới bit địa chỉ. Tuy nhiên, trong IPv6, định danh giao diện có kích thước cố định 64 bit theo quy ước và các mạng con nhỏ hơn không bao giờ được phân bổ cho người dùng cuối.
CIDR bao gồm một số khái niệm. Nó dựa trên kỹ thuật mặt nạ mạng con có độ dài thay đổi (VLSM), cho phép đặc tả các tiền tố có độ dài tùy ý. CIDR đã giới thiệu một phương thức biểu diễn mới cho các địa chỉ IP, thường được gọi là ký hiệu CIDR, trong đó một địa chỉ hoặc tiền tố định tuyến được viết với một hậu tố chỉ ra số bit của tiền tố, chẳng hạn như 192.0.2.0/24 cho IPv4 và 2001: db8:: / 32 cho IPv6. CIDR đã giới thiệu một quy trình hành chính phân bổ các khối địa chỉ cho các tổ chức dựa trên nhu cầu dự kiến thực tế và ngắn hạn của họ. Tổng hợp của nhiều tiền tố liền kề dẫn đến các siêu dữ liệu trong Internet lớn hơn, mà bất cứ khi nào có thể được quảng cáo là tổng hợp, do đó làm giảm số lượng mục trong bảng định tuyến toàn cầu.